# Crookham (Northumberland)
Crookham – wieś w Anglii, w hrabstwie Northumberland. Leży 81 km na północny zachód od miasta Newcastle upon Tyne i 478 km na północ od Londynu.